# James Hilton
James Hilton (ur. 9 września 1900 w Leigh, zm. 20 grudnia 1954 w Long Beach) – angielski pisarz i scenarzysta.
Do najsłynniejszych jego utworów zalicza się powieść Zaginiony horyzont (1933) o życiu tybetańskich mnichów oraz psychologiczną powieść Żegnaj Chips (1934) opowiadającą o starym nauczycielu, który odnalazł miłość.
W 1943 otrzymał Oscara za najlepszy scenariusz adaptowany za film Pani Miniver.